# Vystrkov (Kozárovice)
Vystrkov (německy Wysterkow) je malá vesnice, část obce Kozárovice v okrese Příbram ve Středočeském kraji. Nachází se asi 3,5 kilometru východně od Kozárovic u vodní nádrže Orlík. V roce 2011 zde trvale žilo sedm obyvatel.
Nachází se zde rekreační středisko Orlík – Vystrkov složené z hotelu a patnácti vil, které původně sloužilo „pro oddech politického byra a dalších funkcionářů Ústředního výboru KSČ, případně zahraničních hostů“.
Vystrkov (dříve Podskalí I) je také název katastrálního území o rozloze 6,73 km².

## Historie
První písemná zmínka o vesnici pochází z roku 1513.

## Obyvatelstvo
| Rok            | 1869 | 1880 | 1890 | 1900 | 1910 | 1921 | 1930 | 1950 | 1961 | 1970 | 1980 | 1991 | 2001 | 2011 | 2021 |
| -------------- | ---- | ---- | ---- | ---- | ---- | ---- | ---- | ---- | ---- | ---- | ---- | ---- | ---- | ---- | ---- |
| Počet obyvatel | 60   | 77   | 38   | 35   | 34   | 42   | 33   | 21   | 5    | 19   | 9    | 8    | 3    | 7    | 5    |
| Počet domů     | 8    | 8    | 8    | 8    | 8    | 8    | 9    | 8    | 8    | 4    | 2    | 2    | 4    | 5    | 4    |

## Obecní správa
Při sčítání lidu v letech 1850–1929 Vystrkov byl osadou obce Kožlí v okrese Písek. V letech 1930–1960 byl osadou obce Podskalí, se kterým patřilo nejprve do okresu Písek, ale od roku 1960 v okrese Příbram. Od 1. července 1960 do 31. prosince 1985 byl částí obce Kozárovice v okrese Příbram. Od 1. ledna 1986 do 30. června 1990 byl částí obce Zalužany v okrese Příbram. Od 1. července 1990 je opět částí obce Kozárovice v okrese Příbram.

## Pamětihodnosti
- Jihovýchodně od vesnice se dochovaly pozůstatky raně středověkého hradiště Hradeň.[11]

## Další fotografie

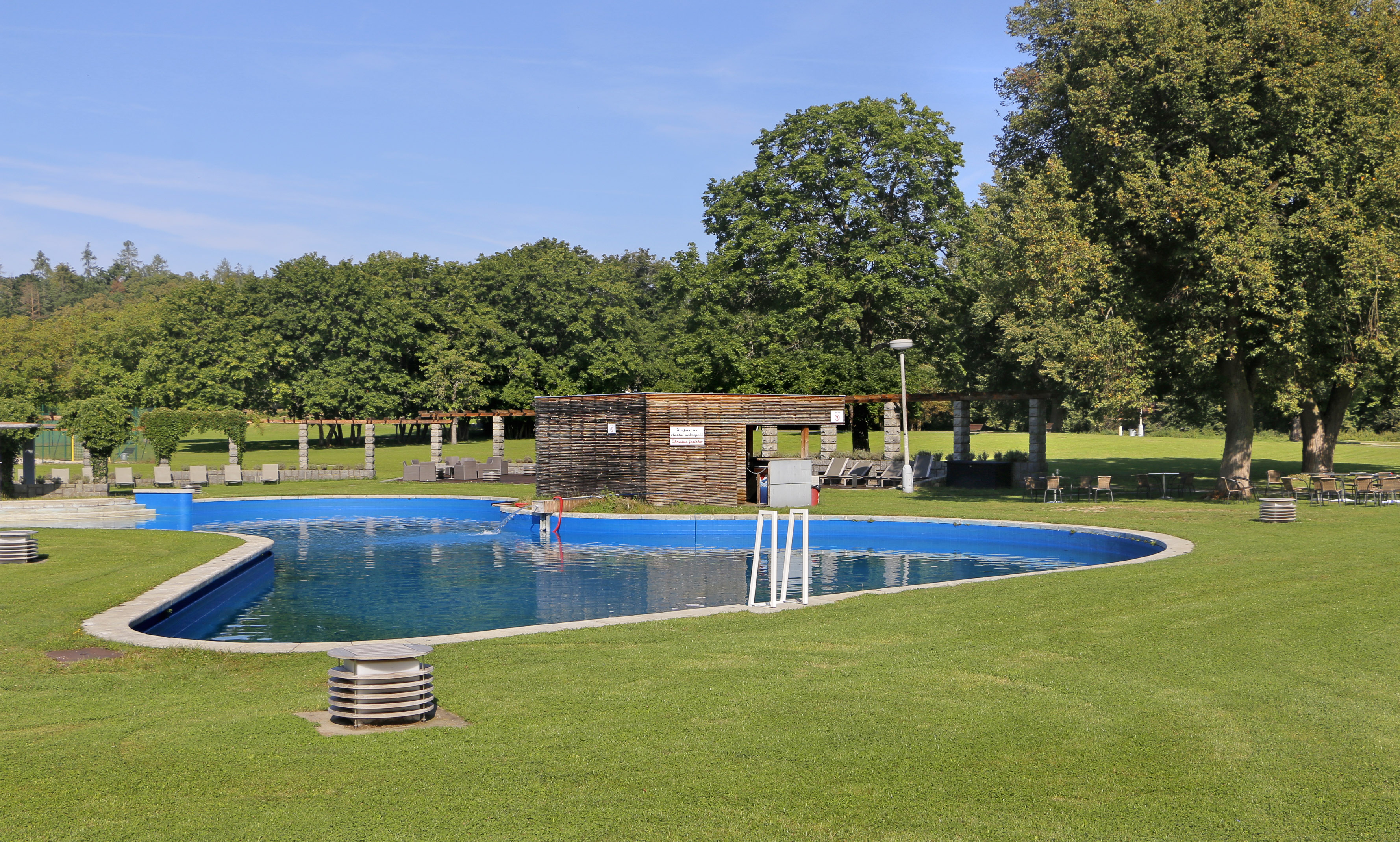
Bazén
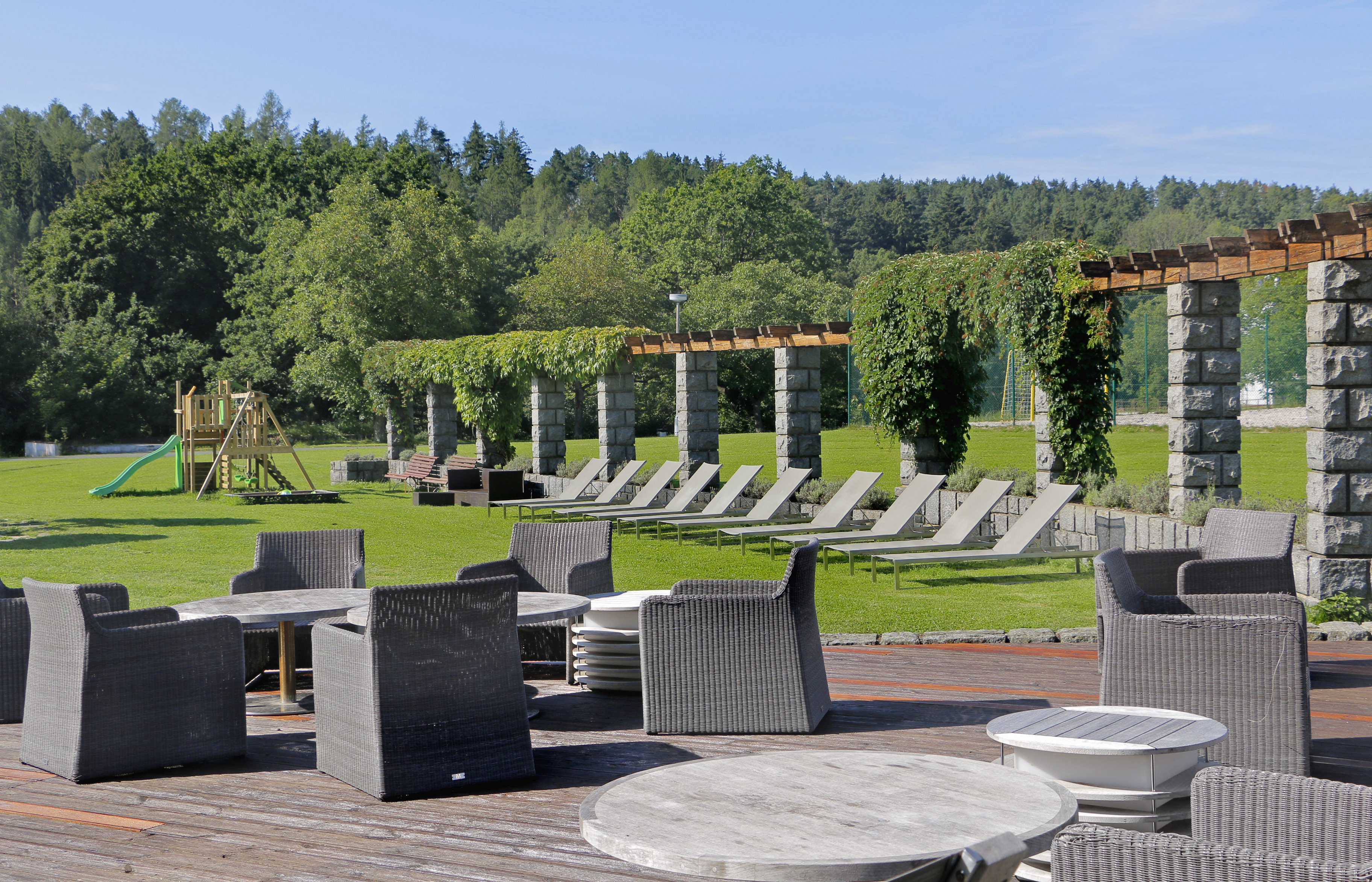
Oddechová zóna
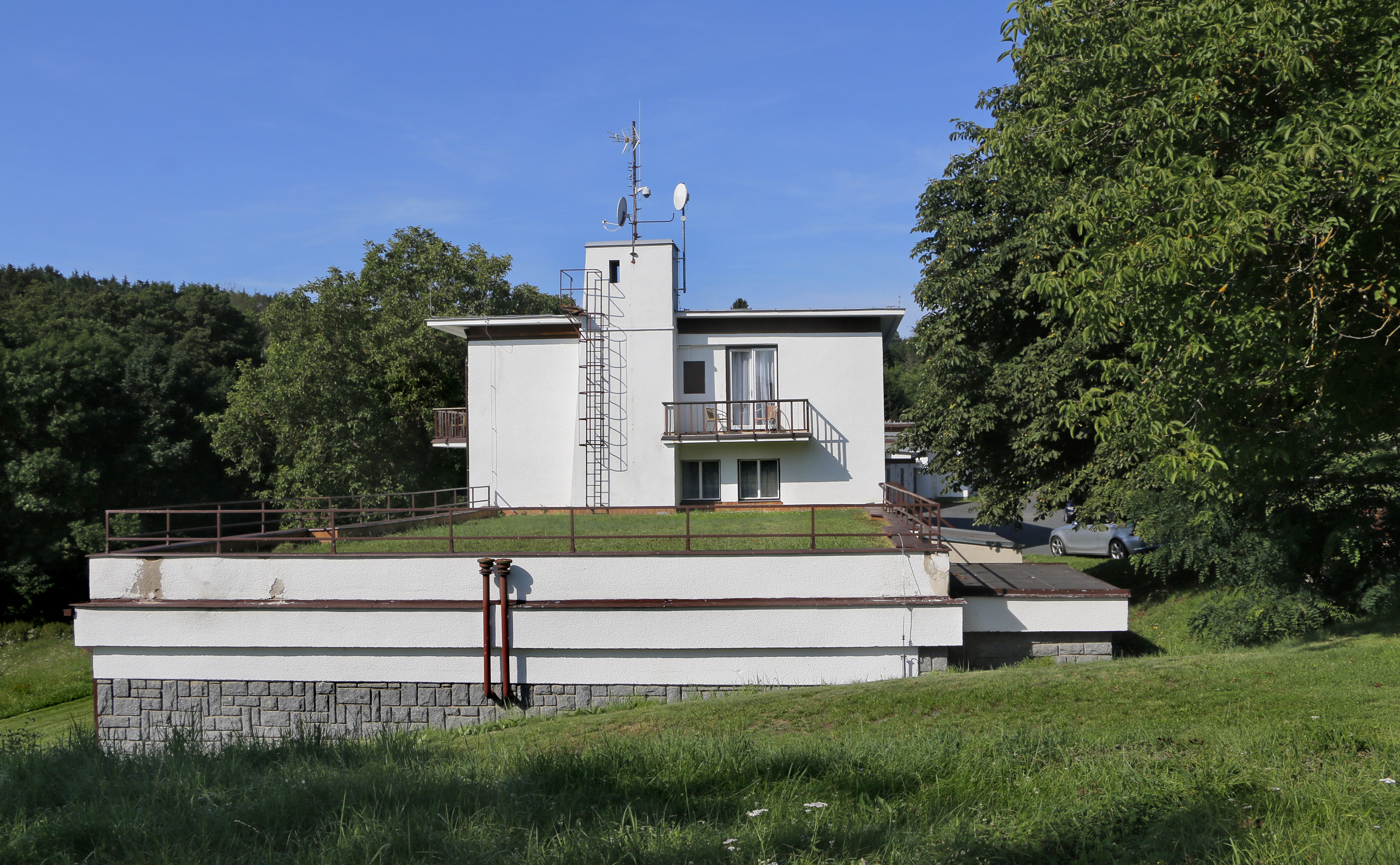
Depandance
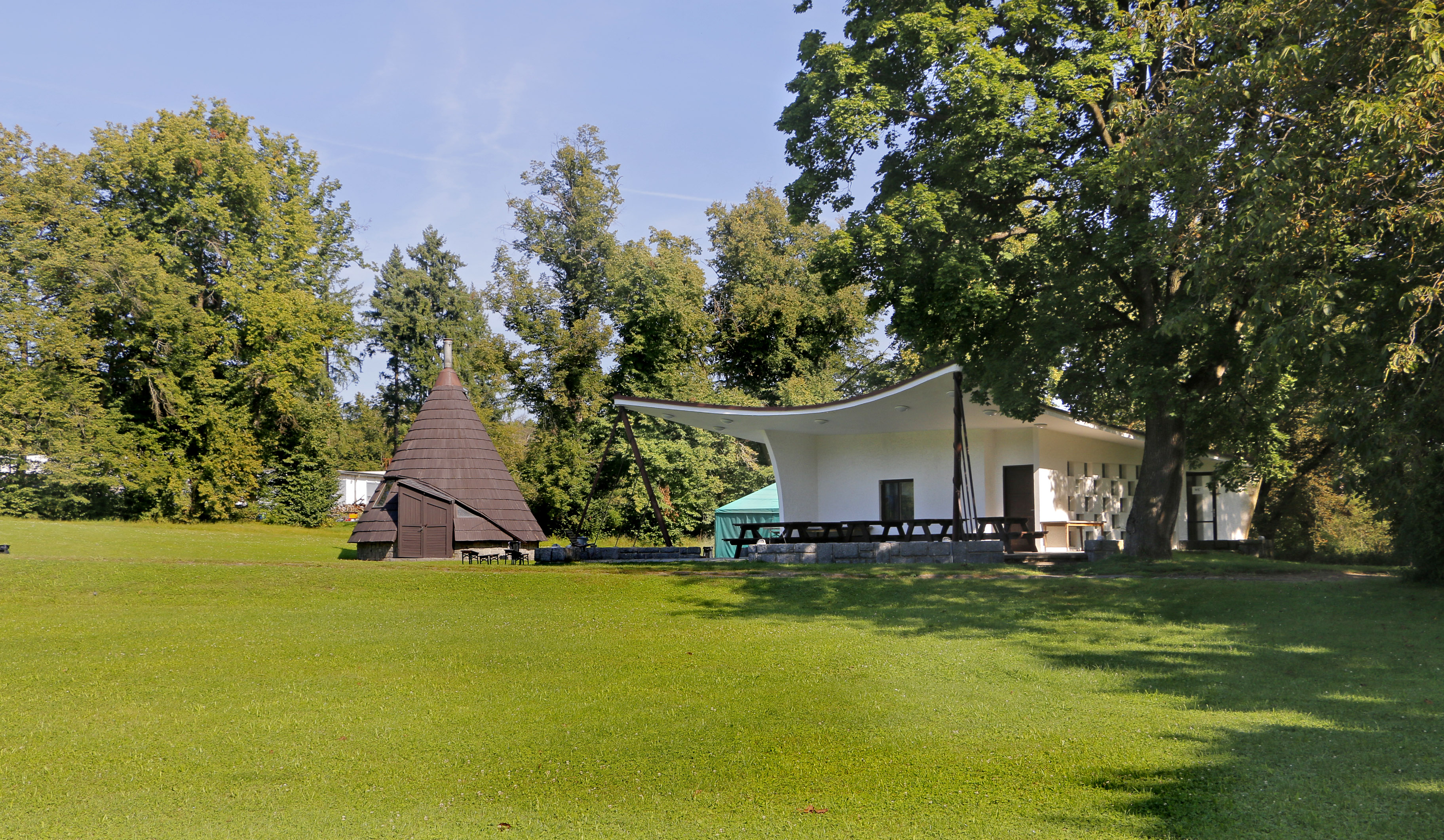
Ohniště